# Bitva u Casciny

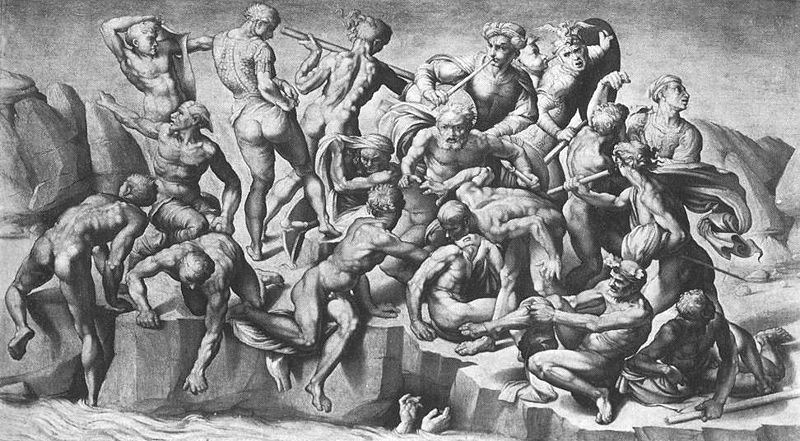
Kopie malby od Michelangelova žáka Bastiana da Sangallo

Bitva u Casciny je nedokončená ztracená malba renesančního italského umělce Michelangela Buonarotti. Znázorňuje vojáky z Florencie, které nepřítel z Pisy překvapil při koupání u obce Cascina. Zachovaly se některé studie této malby. Michelangelo ji nedokončil, protože se musel na povolání nově zvoleného papeže Julia II. odebrat do Říma, aby vystavěl jeho hrobku. Michelangelo tento obraz vytvořil kolem roku 1500 našeho letopočtu. Dílo mělo být na zdi v paláci Palazzo Vecchio.